# Mussy-la-Ville
Mussy-la-Ville (Duits: Mutzich) is een plaats in de Belgische provincie Luxemburg en sinds de gemeentelijke herindeling van 1977 in het arrondissement Virton een deelgemeente van Musson.

## Geschiedenis
Aan het begin van de Eerste Wereldoorlog op 22 augustus 1914 passeerden de 120ste, 123ste, 124ste en 127ste infanterieregimenten van het Duitse leger. 13 burgers kwamen hierbij om het leven en 55 huizen werden verwoest.

## Demografische ontwikkeling
- Bronnen:NIS, Opm:1831 tot en met 1970=volkstellingen

## Geboren in Mussy-la-Ville
- Etienne Lenoir (1822-1900), uitvinder van o.a. de eerste commerciële verbrandingsmotor
- Joseph Dubois (1830-1878), volksvertegenwoordiger
- Edouard Leclère (1913-2002), volksvertegenwoordiger en burgemeester

Deelgemeenten: Musson · Mussy-la-Ville

Overige dorpen: Baranzy · Gennevaux · Signeulx · Willancourt

Belgische gemeenten · Arrondissement Virton · Luxemburg · Wallonië